# Liga Mistrzów Strongman 2008: Wilno
Liga Mistrzów Strongman 2008: Wilno – indywidualne, piąte w 2008 r. zawody
siłaczy z cyklu Ligi Mistrzów
Strongman.
Data: 18, 19 lipca 2008 r.

Miejsce: Połąga, Wilno  Litwa
WYNIKI ZAWODÓW:
| Miejsce | Zawodnik          | Kraj    | Punkty |
| ------- | ----------------- | ------- | ------ |
| 1.      | Žydrūnas Savickas | Litwa   | 84     |
| 2.      | Vidas Blekaitis   | Litwa   | 66,5   |
| 3.      | Saulius Brusokas  | Litwa   | 61,5   |
| 4.      | Igor Pedan        | Rosja   | 60     |
| 5.      | Ervin Katona      | Serbia  | 56,5   |
| 6.      | Agris Kazeļņiks   | Łotwa   | 46,5   |
| 7.      | Zdeněk Sedmík     | Czechy  | 45,5   |
| 8.      | Anders Johansson  | Szwecja | 29     |
| 9.      | Jimmy Laureys     | Belgia  | 27,5   |
| 10.     | Ołeksandr Łaszyn  | Ukraina | 26,5   |
| 11.     | Tobias Ide        | Niemcy  | 21,5   |
| 12.     | Simon Sulaiman    | Syria   | 17,5   |